# Domingos da Cunha
Domingos da Cunha (Lisboa, c. 1598 — Lisboa, 11 de Maio de 1644), foi um pintor português.
Domingos, também conhecido por "o Cabrinha"(devido a ser mulato), fez os seus estudos de pintura em Madrid com Eugénio Caxès.
Em Março de 1632 tornou-se um irmão leigo jesuíta. Por ordem dos seus superiores ele escreveu uma autobiografia intitulada "Vida do Irmão Domingos Cunha".

## Obras
- Retrato de D. João IV[1]
- Vida de Santo Inácio de Loyola (série de vários quadros para a Igreja de São Roque e para a Sé Nova de Coimbra)[2]
- São Pedro na Gruta (Convento de Olhalvo)[2]
- Visitação (Igreja de São Mamede em Lisboa)[2]
- Adoração dos Pastores (capela do Palácio de Vila Viçosa)[2]
- Auto-Retrato